# El diablo Tour
El Diablo Tour è un video live del gruppo musicale rock italiano Litfiba registrato durante il tour di El Diablo del 1991.
Il concerto comprende la data del 22 gennaio 1991 al Palasport di Cesena.
Il video è stato ideato dalla "Warner Music Vision" e distribuito dalla Warner Music Italy.

## Tracce
introduzione/back stage/sound check / ecc...
1. Tex - (Litfiba)
2. Proibito - (Pelù/Renzulli)
3. Apapaia - (Litfiba)
4. Siamo umani - (Pelù/Renzulli)
5. Dio - (Litfiba)
6. Cane - (Litfiba)
7. Louisiana - (Litfiba)
8. Bambino - (Litfiba)
9. Ragazzo - (Pelù/Renzulli)
10. Woda-woda - (Pelù/Renzulli)
11. Il vento - (Pelù/Renzulli)
12. Il volo - (Pelù/Renzulli)
13. El Diablo - (Pelù/Renzulli)
14. Eroi nel vento - (Litfiba)
15. Gioconda - (Pelù/Renzulli)
16. Linea d'ombra - (Pelù/Renzulli)
17. Ci sei solo tu - (Litfiba)
18. Cangaceiro - (Pelù/Renzulli)

## Formazione
- Piero Pelù - voce
- Ghigo Renzulli - chitarra
- Antonio Aiazzi - tastiere
- Federico Poggipollini - chitarra ritmica
- Roberto Terzani - basso, cori
- Candelo Cabezas - percussioni
- Daniele Trambusti - batteria